# لويزيانا، بارانا
لويزيانا بلدية في ولاية بارانا في المنطقة الجنوبية من البرازيل.